# Håkon Brusveen
Håkon Brusveen (Vingrom, 15 luglio 1927 – Lillehammer, 21 aprile 2021) è stato un biatleta e fondista norvegese.

## Palmarès
Olimpiadi
- 2 medaglie:
  - 1 oro (15 km a Squaw Valley 1960)
  - 1 argento (staffetta a Squaw Valley 1960)